# مارین ایپاینیر

مارین ایپاینیر (به فرانسوی: Marin-Epagnier) در شمال دریاچه نوشاتل سوئیس قرار دارد. مارین ایپاینیر در گذشته دو شهر جدا از هم بودند از سال ۱۹۸۸ به عنوان یک شهر واحد به حساب می‌آیند. البته خود مارین ایپاینیر خودشان امروزه جزئی از کلان‌شهر نوشاتل هستند. مارین ایپانیر دارای کارگاه‌ها متعدد ساعت‌سازی است شرکت‌ها مشهور متالور و تگ‌هویر در این شهر قرار دارند. پلاژ لاتنه پذیرای طبیعت‌دوستان برهنه در سوئیس است.

## دسترسی
- فرودگاه نوشاتل
- ایستگاه قطار مارین ایپاینیر